# Спурий Мелий
Спурий Мелий (на латински: Spurius Maelius; † 439 пр.н.е.) е римлянин по времето на ранната Римска република.
Той е богат плебей, който има зърнени складове. През голямата гладна катастрофа в Рим през 440/439 пр.н.е. продава на ниски цени своите зърнени храни на народа. Стремял се да стане консул дори и цар. Затова Мелий е обвинен от Луций Минуций, тогавашният praefectus Annonae. Малко след това Мелий е убит от Гай Сервилий Ахала, magister equitum на диктатор Луций Квинкций Цинцинат, понеже не се явил на повикването му.